# نیکلاس ووگل
نیکلاس ووگل (انگلیسی: Nick Vogel؛ زادهٔ ۵ فوریهٔ ۱۹۹۰) بازیکن والیبال دو ملیتی آلمانی-آمریکایی عضو تیم ملی والیبال ایالات متحده آمریکا و باشگاه تی وی بول است.